# Modern Family (5.ª temporada)
A quinta temporada da série de televisão de comédia Modern Family foi encomendada pela American Broadcasting Company (ABC) em 10 de maio de 2013, estreou em 23 de setembro de 2013 e terminou em 21 de maio de 2014, com um total de 24 episódios. A temporada foi produzida pela 20th Century Fox Television em associação com a Steven Levitan Productions e Picador Productions, com os criadores da série Christopher Lloyd e Steven Levitan como showrunners e produtores executivos. A temporada foi ao ar na temporada de transmissão de 2013-14 às noites de quarta-feira às 21h00, horário do leste dos EUA.
A quinta temporada estrela Ed O'Neill como Jay Pritchett, Sofía Vergara como Gloria Delgado-Pritchett, Julie Bowen como Claire Dunphy, Ty Burrell como Phil Dunphy, Jesse Tyler Ferguson como Mitchell Pritchett, Eric Stonestreet como Cameron Tucker, Sarah Hyland como Haley Dunphy, Ariel Winter como Alex Dunphy, Nolan Gould como Luke Dunphy, Rico Rodriguez como Manny Delgado e Aubrey Anderson-Emmons como Lily Tucker-Pritchett.
A temporada terminou com uma audiência média de de 11.79 milhões de telespectadores e ficou classificada em 19.º lugar na audiência total e classificada em 5.º no grupo demográfico de 18 a 49 anos. Esta temporada, como a anteriores, ganhou o Primetime Emmy Awards em Melhor Série de Comédia e recebeu indicações de Melhor Ator Coadjuvante em Série de Comédia, Melhor Atriz Coadjuvante em Série de Comédia, junto com Melhor Direção de Série de Comédia por Gail Mancuso, entre a dez indicações que recebeu.

## Elenco e personagens

### Principal
- Ed O'Neill como Jay Pritchett
- Sofía Vergara como Gloria Pritchett
- Julie Bowen como Claire Dunphy
- Ty Burrell como Phil Dunphy
- Jesse Tyler Ferguson como Mitchell Pritchett
- Eric Stonestreet como Cameron Tucker
- Sarah Hyland como Haley Dunphy
- Ariel Winter como Alex Dunphy
- Nolan Gould como Luke Dunphy
- Rico Rodriguez como Manny Delgado
- Aubrey Anderson-Emmons como Lily Tucker-Pritchett

### Recorrente
- Adam DeVine como Andy Bailey
- Nathan Lane como Pepper Saltzman
- Christian Barillas como Ronaldo
- Reid Ewing como Dylan Marshall
- Dana Powell como Pam Tucker
- Celia Weston como Barb Tucker

### Participações
- Justin Kirk como Charlie Bingham
- Andrew Daly como Diretor Brown
- Diane Farr como Diane
- Spenser McNeil como Reuben
- Fred Willard como Frank Dunphy
- Jordan Peele como Derrick
- Ann Guilbert como Avó de Cameron
- Elizabeth Peña como Pilar Ramirez
- John Benjamin Hickey como Dr. Clark
- Jane Krakowski como Dra. Donna Duncan
- Jesse Eisenberg como Asher
- Chazz Palminteri como Shorty
- Rob Riggle como Gil Thorpe
- John Heard como Gunther Thorpe
- Aisha Tyler como Wendy
- Will Sasso como Señor Kaplan
- Alyson Reed como Angela
- Marc Evan Jackson como Tad
- Patton Oswalt como Ducky
- Fred Armisen como Langham
- Stephen Merchant como Leslie Higgins
- Rhys Darby como Fergus Anderson
- Elizabeth Banks como Sal
- Barry Corbin como Merle Tucker
- Kevin Daniels como Longines
- Colin Hanlon como Steven

## Episódios
| N.º na série | N.º na temp. | Título                    | Dirigido por         | Escrito por                                                  | Exibição original       | Cód. de produção | Audiência (milhões) |
| --- | ------------ | ------------------------- | -------------------- | ------------------------------------------------------------ | ----------------------- | ---------------- | ------------------- |
| 97 | 1            | "Suddenly, Last Summer"   | James Bagdonas       | Jeffrey Richman                                              | 25 de setembro de 2013  | 5ARG01           | 11.71               |
| Como o casamento gay é legalizado na Califórnia, Mitch e Cam planejam suas propostas perfeitas, sem perceber que o outro tem algo planejado. Cam pede a ajuda de Jay e Gloria e Mitch reúne Claire e Phil para ajudar a tornar sua noite perfeita. Phil e Claire tentam conseguir uma semana livre de crianças durante as férias, planejando uma estratégia de sobreposição das atividades de verão das crianças.                                            |              |                           |                      |                                                              |                         |                  |                     |
| 98 | 2            | "First Days"              | Steven Levitan       | Paul Corrigan & Brad Walsh                                   | 25 de setembro de 2013  | 5ARG02           | 11.65               |
| É o primeiro dia de Manny e Luke no colégio e Phil e Gloria não querem deixar seus filhos irem. Confiando um no outro, Phil e Gloria acabam como figurantes em um comercial. Em outro lugar, Claire se junta à empresa de Jay e Cam atua como professor de história de Alex. Claire tenta conquistar a amizade dos funcionários e afasta Jay. |              |                           |                      |                                                              |                         |                  |                     |
| 99 | 3            | "Larry's Wife"            | Jeffrey Walker       | Bill Wrubel                                                  | 2 de outubro de 2013    | 5ARG05           | 11.12               |
| Cam e Mitch começam a planejar seu casamento; Lily está preocupada com seu gato, Larry, que não volta para casa há dias; Phil tem um novo grupo-alvo de clientes, mulheres recém-divorciadas; e Gloria está preocupada com o fato de o pequeno Joe ser mau depois de algumas coisas que ele fez. Jay e Manny discutem sobre o comportamento temperamental de Jay.                                                                                            |              |                           |                      |                                                              |                         |                  |                     |
| 100 | 4            | "Farm Strong"             | Alisa Statman        | Elaine Ko                                                    | 9 de outubro de 2013    | 5ARG04           | 10.64               |
| A irmã de Cam, Pam vem para uma visita e Cam e Mitch lutam para dizer a ela que vão se casar, enquanto ela guarda o segredo de seu próprio noivado com a antiga paixão de Cam; Claire convence Phil a não ir ao jogo de futebol de Luke, enquanto Gloria se recusa a admitir que precisa de óculos de leitura. Claire acaba indo ao jogo de futebol e Luke dá sua melhor atuação até agora, o que a faz se sentir culpada por fazer Phil não comparecer.     |              |                           |                      |                                                              |                         |                  |                     |
| 101 | 5            | "The Late Show"           | Beth McCarthy-Miller | Abraham Higginbotham                                         | 16 de outubro de 2013   | 5ARG06           | 10.94               |
| Jay fez reservas para toda a família em um novo restaurante que ele esperou por meses para ir. No entanto, todos parecem estar atrasados: Gloria leva uma eternidade para ficar pronta, Claire fica paranóica sobre deixar Luke ficar em casa sozinho e Cam e Mitch brigaram depois de ambos usarem a mesma roupa. Em outro lugar, Alex toma conta de Lily; e Haley passa a noite com Manny e Joe.                                                           |              |                           |                      |                                                              |                         |                  |                     |
| 102 | 6            | "The Help"                | Jim Hensz            | Danny Zuker                                                  | 23 de outubro de 2013   | 5ARG07           | 10.32               |
| Gloria tenta encontrar uma nova babá para o pequeno Joe e acaba contratando um babá homem - algo que Jay e Manny não gostam; O pai de Phil, Frank, fica com os Dunphys por um tempo após sua separação; Cam e Mitch pedem a seu amigo Pepper para planejar seu casamento. |              |                           |                      |                                                              |                         |                  |                     |
| 103 | 7            | "A Fair to Remember"      | Beth McCarthy-Miller | Emily Spivey                                                 | 13 de novembro de 2013  | 5ARG09           | 10.75               |
| A família (exceto Haley) vai para a feira da escola, onde todos encontram algo para fazer. Haley fica em casa para aproveitar a piscina de Jay e Gloria e o sol, mas é interrompida pela presença de Andy. |              |                           |                      |                                                              |                         |                  |                     |
| 104 | 8            | "ClosetCon '13"           | Fred Savage          | Ben Karlin                                                   | 20 de novembro de 2013  | 5ARG08           | 10.19               |
| Claire e Jay participam de uma Convenção do Closet onde a concepção errônea de Claire de Jay tendo um caso acaba com ela descobrindo um segredo do passado; Phil descobre o que Jay está escondendo em seu armário secreto; Mitch e Cam visitam a cidade natal de Cam. Alex e Haley brigam pelo entregador de pizza local, mas logo se envolvem em uma confusão ainda maior.                                                                                 |              |                           |                      |                                                              |                         |                  |                     |
| 105 | 9            | "The Big Game"            | Beth McCarthy-Miller | Megan Ganz                                                   | 4 de dezembro de 2013   | 5ARG03           | 9.47                |
| Cam se prepara para treinar um importante jogo de futebol que pode quebrar um recorde, mas sua intensidade bloqueia o fato de que o outro time está em desvantagem. Mitchell tenta largar o emprego, Phil tenta desesperadamente vender uma casa e Claire não quer a ajuda de seu pai no trabalho. Haley tenta consertar o fato de que Alex é ignorada entre seus colegas estudantes.                                                                        |              |                           |                      |                                                              |                         |                  |                     |
| 106 | 10           | "The Old Man & the Tree"  | Bryan Cranston       | Paul Corrigan & Brad Walsh                                   | 11 de dezembro de 2013  | 5ARG10           | 10.61               |
| Jay leva Manny para cortar sua própria árvore de Natal, e Gloria fica nervosa com sua mãe na cidade, mas muda de opinião quando vê sua ligação com Claire. Em outro lugar, Mitchell é forçado a fazer compras de última hora quando eles não deram o presente certo para Lily, e Cameron leva Lily a um evento de caridade onde eles experimentam o verdadeiro significado do Natal.                                                                         |              |                           |                      |                                                              |                         |                  |                     |
| 107 | 11           | "And One to Grow On"      | Gail Mancuso         | Jeffrey Richman                                              | 8 de janeiro de 2014    | 5ARG12           | 9.51                |
| Phil engana Luke para fazer uma aula de dança, mas a piada é ele quando a mentira branca indiretamente o leva para a prisão. Enquanto isso, Jay e Gloria estão dando festas de aniversário para Manny e Joe e estão preocupados que Manny possa querer garotas fora de sua liga; Mitch e Cam têm um rude despertar no mundo cruel de reservar um local para casamentos. Haley leva Alex para uma aula de direção.                                            |              |                           |                      |                                                              |                         |                  |                     |
| 108 | 12           | "Under Pressure"          | James Bagdonas       | Elaine Ko                                                    | 15 de janeiro de 2014   | 5ARG11           | 9.14                |
| Claire sofre pressão durante a visitação pública de Alex na escola, enquanto Jay ensina Phil a matar aula. Gloria bate de frente com outra mãe (Jane Krakowski), Luke e Manny namoram gêmeas, Mitch conhece seu novo vizinho com consciência ambiental (Jesse Eisenberg) e Alex vai ver um terapeuta no aniversário dela depois de um surto mental. |              |                           |                      |                                                              |                         |                  |                     |
| 109 | 13           | "Three Dinners"           | Steven Levitan       | Abraham Higginbotham, Steven Levitan & Jeffrey Richman       | 22 de janeiro de 2014   | 5ARG15           | 9.59                |
| Phil e Claire levam Haley para jantar para discutir seu futuro, mas ela consegue virar o jogo. O amigo de Jay, Shorty, e a esposa Darlene estão de volta em uma visita e têm algumas notícias que não agradam a Jay. Mitch e Cam decidem ter um bom jantar romântico, onde não falem sobre o casamento ou sobre Lily, levando a um silêncio constrangedor; eles acabam fazendo amizade com as pessoas na mesa ao lado deles.                                 |              |                           |                      |                                                              |                         |                  |                     |
| 110 | 14           | "iSpy"                    | Gail Mancuso         | Abraham Higginbotham                                         | 5 de fevereiro de 2014  | 5ARG13           | 9.87                |
| Claire e Phil tentam espionar Luke para ver para onde ele está indo, pois suspeitam que ele está fumando maconha, enquanto pedem a Alex para espionar Haley, onde ficam sabendo da exposição de fotos da qual Haley está participando. Mitch tenta esconder um pedaço de fofocas de Cam com pouco sucesso, e Gloria pensa que Jay estava sonhando com outra mulher em seu sono.                                                                              |              |                           |                      |                                                              |                         |                  |                     |
| 111 | 15           | "The Feud"                | Ryan Case            | História por : Christopher Lloyd Roteiro por : Dan O'Shannon | 26 de fevereiro de 2014 | 5ARG14           | 8.52                |
| Jay, Phil e Luke descobrem que homens desfavoráveis em cada uma de suas vidas estão mais conectados do que se pensava quando chegam à partida de luta livre de Luke. Claire pega piolhos de Lily depois que Mitch e Cam não conseguem avisá-la. Haley e Alex lutam com um gambá. Manny tem vergonha da presença de Gloria em uma excursão em uma aula de museu.                                                                                              |              |                           |                      |                                                              |                         |                  |                     |
| 112 | 16           | "Spring-a-Ding-Fling"     | Gail Mancuso         | Ben Karlin                                                   | 5 de março de 2014      | 5ARG16           | 9.22                |
| Para seu desgosto, Haley tem que acompanhar Phil em um banquete de corretor de imóveis. Cam se sente excluído quando um professor de espanhol popular retorna e tem que ligar para Claire para obter ajuda. Luke e Alex têm encontros. Mitch interpreta mal os sinais de seu novo chefe. Gloria e Jay cuidam de Lily. |              |                           |                      |                                                              |                         |                  |                     |
| 113 | 17           | "Other People's Children" | Jim Hensz            | Megan Ganz                                                   | 12 de março de 2014     | 5ARG17           | 9.39                |
| Jay decide iniciar Luke na marcenaria. Enquanto isso, Claire e Gloria ajudam Lily a escolher um vestido de florista para o casamento de seu pai. Cam, Mitch, Alex e Manny passam um dia cultural no museu. Phil decide ajudar Andy a criar um vídeo elaborado para comemorar seu aniversário com sua namorada. |              |                           |                      |                                                              |                         |                  |                     |
| 114 | 18           | "Las Vegas"               | Gail Mancuso         | Paul Corrigan & Brad Walsh & Bill Wrubel                     | 26 de março de 2014     | 5ARG18           | 10.09               |
| Os adultos viajam para Las Vegas, onde Jay tenta obter o melhor quarto. Claire reacende seu vício em jogos de azar enquanto Cam vai à despedida de solteiro do ex de Mitch. Gloria tenta esconder uma versão feminina do cão Butler. Phil apresenta seu caso para entrar em uma sociedade mágica secreta, mas de prestígio. |              |                           |                      |                                                              |                         |                  |                     |
| 115 | 19           | "A Hard Jay's Night"      | Beth McCarthy-Miller | Megan Ganz & Ben Karlin                                      | 2 de abril de 2014      | 5ARG20           | 9.00                |
| Mitch luta para esconder seus sentimentos genuínos sobre uma cartola de casamento nada lisonjeira que o pai de Cam fez; Phil tenta ajudar Gloria a vender o apartamento que ela tinha antes de Jay, mas eles são desviados em um salão; Jay quer oferecer uma boa noite em família. |              |                           |                      |                                                              |                         |                  |                     |
| 116 | 20           | "Australia"               | Steven Levitan       | Elaine Ko & Danny Zuker                                      | 23 de abril de 2014     | 5ARG21           | 9.59                |
| A família viaja para a Austrália enquanto Phil tenta realizar o desejo de sua mãe de que ele visite o país onde foi concebido. Infelizmente, as tentativas de Phil de abraçar sua terra natal são recebidas com muita rejeição, enquanto Jay e Claire deixam o trabalho consumir as férias e Mitch e Cam se reencontram com um velho amigo (Rhys Darby). |              |                           |                      |                                                              |                         |                  |                     |
| 117 | 21           | "Sleeper"                 | Ryan Case            | Paul Corrigan, Brad Walsh & Bill Wrubel                      | 30 de abril de 2014     | 5ARG22           | 8.39                |
| Phil falha em sua única tarefa de ficar em casa e esperar pelo reparador, forçando-o a contar uma mentira elaborada para esconder a verdade de Claire, mas o estresse é maior do que ele pode suportar fisicamente. Enquanto isso, Gloria fica obcecada com o retrato de família que ela organizou este ano. Claire acusa Cam de ser esnobe demais para usar as roupas de segunda das meninas, e Jay secretamente apresenta Stella em uma exposição de cães. |              |                           |                      |                                                              |                         |                  |                     |
| 118 | 22           | "Message Received"        | Jeffrey Walker       | Steven Levitan                                               | 7 de maio de 2014       | 5ARG19           | 8.55                |
| Jay, Gloria e Manny desafiam-se mutuamente para ultrapassar sua zona de conforto. O casamento de Mitch e Cam está ficando muito grande e caro, então eles recorrem à venda de alguns de seus bens valiosos, e as crianças fazem uma piada com Phil e Claire. |              |                           |                      |                                                              |                         |                  |                     |
| 119 | 23           | "The Wedding (Part 1)"    | Steven Levitan       | Abraham Higginbotham, Ben Karlin & Jeffrey Richman           | 14 de maio de 2014      | 5ARG23           | 9.08                |
| O casamento de Cam e Mitchell chega, mas seu grande dia é questionado quando as coisas dão errado. Gloria e Jay dão conselhos sobre relacionamento aos pais de Cam, e as coisas mudam para o inesperado. Phil e Claire passam a conhecer melhor as crianças e Haley se coloca no meio de um rompimento de relacionamento. |              |                           |                      |                                                              |                         |                  |                     |
| 120 | 24           | "The Wedding (Part 2)"    | Alisa Statman        | Megan Ganz, Christopher Lloyd & Dan O'Shannon                | 21 de maio de 2014      | 5ARG24           | 10.45               |
| Quando o dia do casamento de Cam e Mitchell dá errado, os planos recaem sobre Pepper enquanto ele encontra um bom lugar para realocar o casamento e todos lá. Jay e Gloria convencem os pais de Cam a não se separarem. |              |                           |                      |                                                              |                         |                  |                     |

## Produção
O primeiro episódio, "Suddenly Last Summer", que estreou em 25 de setembro de 2013, na ABC, fazia referência ao casamento homossexual recém-legalizado na Califórnia. Os escritores disseram que um casamento de Mitch e Cam era uma "possibilidade real". Em janeiro de 2014, foi anunciado que o episódio de férias de Modern Family aconteceria na Austrália nesta temporada.

## Recepção

### Resposta da crítica
A quinta temporada de Modern Family recebeu críticas mistas dos críticos de televisão. Enquanto episódios como "Larry's Wife", "Australia" e "Sleeper" foram recebidos negativamente, outros como "The Old Man & the Tree", "Las Vegas" e "Message Received" estrearam com grande aclamação, com os dois últimos frequentemente citado entre os melhores episódios do programa.
Revendo os primeiros oito episódios da temporada, Matthew Wolfson da Slant Magazine escreveu que a série "parecia ter finalmente chegado ao deprimente e previsível ponto baixo para a qual [vinha] tendendo nos últimos dois anos". Ele também disse que o programa "se transformou em um pastiche estridente de caracterizações estereotipadas e brincadeiras superficiais sem sentimento e inteligência", atribuindo-lhe uma classificação de 1.5/4 estrelas. Diferentes escritores do The A.V. Club avaliaram, no total, a maioria dos episódios da metade anterior com nota "B-" ou menos. Um redator da revista, Joshua Alston, deu a "ClosetCon '13" um "C+" e observou que "Modern Family se torna um ato de alta tensão quando separa seus personagens em três histórias sem sobreposição entre eles." A segunda metade foi mais calorosamente recebida, com três episódios classificados como "A-" ou superior.
Apesar da recepção um tanto mista para a temporada, o desempenho de Aubrey Anderson-Emmons como Lily recebeu críticas positivas. Em sua resenha de "The Help", Joe Reid, escrevendo para o The A.V. Club, chamou Lily de uma "verdadeira máquina de uma linha". Revendo o mesmo episódio, Leigh Raines do TV Fanatic disse que a parte mais engraçada da meia hora foi "Lily no final revirando os olhos e batendo a cabeça na mesa ouvindo Cam, Mitchell e Pepper discutindo sobre os planos de casamento".

### Audiência

#### Ao Vivo
| № na série | № na temporada | Episódio                  | Exibição                | Horário          | Rating/Share (18–49) | Audiência (em milhões) | Posição 18–49 | Posição semanal |
| ---------- | -------------- | ------------------------- | ----------------------- | ---------------- | -------------------- | ---------------------- | ------------- | --------------- |
| 97         | 1              | "Suddenly, Last Summer"   | 25 de setembro de 2013  | Quarta-feira 21h | 4.3/12               | 11.71                  | 8             | 15              |
| 98         | 2              | "First Days"              | 25 de setembro de 2013  | Quarta-feira 21h | 4.1/12               | 11.65                  | 8             | 15              |
| 99         | 3              | "Larry's Wife"            | 2 de outubro de 2013    | Quarta-feira 21h | 4.2/12               | 11.12                  | 7             | 16              |
| 100        | 4              | "Farm Strong"             | 9 de outubro de 2013    | Quarta-feira 21h | 3.9/11               | 10.64                  | 6             | 13              |
| 101        | 5              | "The Late Show"           | 16 de outubro de 2013   | Quarta-feira 21h | 4.1/11               | 10.94                  | 5             | 14              |
| 102        | 6              | "The Help"                | 23 de outubro de 2013   | Quarta-feira 21h | 3.9/10               | 10.32                  | 8             | 20              |
| 103        | 7              | "A Fair to Remember"      | 13 de novembro de 2013  | Quarta-feira 21h | 3.8/11               | 10.75                  | 6             | 15              |
| 104        | 8              | "ClosetCon '13"           | 20 de novembro de 2013  | Quarta-feira 21h | 3.4/9                | 10.19                  | 7             | 19              |
| 105        | 9              | "The Big Game"            | 4 de dezembro de 2013   | Quarta-feira 21h | 3.2/9                | 9.47                   | 10            | 16              |
| 106        | 10             | "The Old Man & the Tree"  | 11 de dezembro de 2013  | Quarta-feira 21h | 3.5/10               | 10.61                  | 6             | 12              |
| 107        | 11             | "And One to Grow On"      | 8 de janeiro de 2014    | Quarta-feira 21h | 3.5/10               | 9.51                   | 5             | 17              |
| 108        | 12             | "Under Pressure"          | 15 de janeiro de 2014   | Quarta-feira 21h | 3.2/9                | 9.14                   | 6             | 16              |
| 109        | 13             | "Three Dinners"           | 22 de janeiro de 2014   | Quarta-feira 21h | 3.4/9                | 9.59                   | 5             | 12              |
| 110        | 14             | "iSpy"                    | 5 de fevereiro de 2014  | Quarta-feira 21h | 3.5/9                | 9.87                   | 8             | 18              |
| 111        | 15             | "The Feud"                | 26 de fevereiro de 2014 | Quarta-feira 21h | 3.1/9                | 8.52                   | 12            | —               |
| 112        | 16             | "Spring-a-Ding-Fling"     | 5 de março de 2014      | Quarta-feira 21h | 3.4/10               | 9.22                   | 5             | 20              |
| 113        | 17             | "Other People's Children" | 12 de março de 2014     | Quarta-feira 21h | 3.4/10               | 9.39                   | 5             | 19              |
| 114        | 18             | "Las Vegas"               | 26 de março de 2014     | Quarta-feira 21h | 3.6/11               | 10.09                  | 2             | 10              |
| 115        | 19             | "A Hard Jay's Night"      | 2 de abril de 2014      | Quarta-feira 21h | 3.3/9                | 9.00                   | 5             | 20              |
| 116        | 20             | "Australia"               | 23 de abril de 2014     | Quarta-feira 21h | 3.5/10               | 9.59                   | 2             | 12              |
| 117        | 21             | "Sleeper"                 | 30 de abril de 2014     | Quarta-feira 21h | 2.8/8                | 8.39                   | 3             | 22              |
| 118        | 22             | "Message Received"        | 7 de maio de 2014       | Quarta-feira 21h | 2.9/8                | 8.55                   | 3             | 18              |
| 119        | 23             | "The Wedding (Part 1)"    | 14 de maio de 2014      | Quarta-feira 21h | 3.2/10               | 9.08                   | 3             | 18              |
| 120        | 24             | "The Wedding (Part 2)"    | 21 de maio de 2014      | Quarta-feira 21h | 3.7/11               | 10.45                  | 1             | 7               |

#### Audiência Ao Vivo + 7 Dias (DVR)
| № na série | № na temporada | Episódio                  | Exibição                | Horário          | DVR (18–49) | Audiência em DVR (em milhões) | Total (18-49) | Audiência total (em milhões) | Ref    |
| ---------- | -------------- | ------------------------- | ----------------------- | ---------------- | ----------- | ----------------------------- | ------------- | ---------------------------- | ------ |
| 97         | 1              | "Suddenly, Last Summer"   | 25 de setembro de 2013  | Quarta-feira 21h | 2.2         | 4.55                          | 6.5           | 16.26                        | [ 59 ] |
| 98         | 2              | "First Days"              | 25 de setembro de 2013  | Quarta-feira 21h | 2.1         | 4.28                          | 6.2           | 15.94                        | [ 59 ] |
| 99         | 3              | "Larry's Wife"            | 2 de outubro de 2013    | Quarta-feira 21h | 2.0         | 4.09                          | 6.2           | 15.21                        | [ 60 ] |
| 100        | 4              | "Farm Strong"             | 9 de outubro de 2013    | Quarta-feira 21h | 1.8         | 3.95                          | 5.7           | 14.60                        | [ 61 ] |
| 101        | 5              | "The Late Show"           | 16 de outubro de 2013   | Quarta-feira 21h | 1.8         | 3.94                          | 5.9           | 14.88                        | [ 62 ] |
| 102        | 6              | "The Help"                | 26 de outubro de 2013   | Quarta-feira 21h | 1.7         | 3.90                          | 5.6           | 14.22                        | [ 63 ] |
| 103        | 7              | "A Fair to Remember"      | 13 de novembro de 2013  | Quarta-feira 21h | 2.0         | 4.28                          | 5.8           | 15.03                        | [ 64 ] |
| 104        | 8              | "ClosetCon '13"           | 20 de novembro de 2013  | Quarta-feira 21h | 2.1         | 4.64                          | 5.5           | 14.83                        | [ 65 ] |
| 105        | 9              | "The Big Game"            | 4 de dezembro de 2013   | Quarta-feira 21h | 2.2         | 4.67                          | 5.4           | 14.14                        | [ 66 ] |
| 106        | 10             | "The Old Man & the Tree"  | 11 de dezembro de 2013  | Quarta-feira 21h | 1.9         | 4.02                          | 5.4           | 14.63                        | [ 67 ] |
| 107        | 11             | "And One to Grow On"      | 8 de janeiro de 2014    | Quarta-feira 21h | 2.1         | 4.48                          | 5.6           | 14.02                        | [ 68 ] |
| 108        | 12             | "Under Pressure"          | 15 de janeiro de 2014   | Quarta-feira 21h | 2.1         | 4.46                          | 5.3           | 13.91                        | [ 69 ] |
| 109        | 13             | "Three Dinners"           | 22 de janeiro de 2014   | Quarta-feira 21h | 2.3         | 5.04                          | 5.7           | 14.66                        | [ 70 ] |
| 110        | 14             | "iSpy"                    | 5 de fevereiro de 2014  | Quarta-feira 21h | 2.1         | 4.45                          | 5.6           | 14.32                        | [ 71 ] |
| 111        | 15             | "The Feud"                | 26 de fevereiro de 2014 | Quarta-feira 21h | 2.4         | 4.87                          | 5.5           | 13.39                        | [ 72 ] |
| 112        | 16             | "Spring-a-Ding-Fling"     | 5 de março de 2014      | Quarta-feira 21h | 2.1         | 4.74                          | 5.5           | 13.98                        | [ 73 ] |
| 113        | 17             | "Other People's Children" | 12 de março de 2014     | Quarta-feira 21h | 1.9         | 4.32                          | 5.4           | 13.74                        | [ 74 ] |
| 114        | 18             | "Las Vegas"               | 26 de março de 2014     | Quarta-feira 21h | 2.3         | 5.03                          | 5.9           | 15.12                        | [ 75 ] |
| 115        | 19             | "A Hard Jay's Night"      | 2 de abril de 2014      | Quarta-feira 21h | 2.2         | 4.73                          | 5.5           | 13.73                        | [ 76 ] |
| 116        | 20             | "Australia"               | 23 de abril de 2014     | Quarta-feira 21h | 2.0         | 4.43                          | 5.5           | 14.02                        | [ 77 ] |
| 117        | 21             | "Sleeper"                 | 30 de abril de 2014     | Quarta-feira 21h | 2.0         | 4.23                          | 4.8           | 12.62                        | [ 78 ] |
| 118        | 22             | "Message Received"        | 7 de maio de 2014       | Quarta-feira 21h | 2.0         | 4.36                          | 4.9           | 12.92                        | [ 79 ] |
| 119        | 23             | "The Wedding (Part 1)"    | 14 de maio de 2014      | Quarta-feira 21h | 2.0         | 4.77                          | 5.2           | 13.84                        | [ 80 ] |
| 120        | 24             | "The Wedding (Part 2)"    | 21 de maio de 2014      | Quarta-feira 21h | 2.3         | 5.45                          | 6.0           | 15.90                        | [ 81 ] |

### Prêmios e indicações
A quinta temporada recebeu dez indicações para o 66º Primetime Emmy Awards no total, incluindo sua quinta indicação consecutiva para Melhor Série de Comédia. A cerimônia do Primetime Awards foi ao ar em 25 de agosto de 2013 na NBC, enquanto o Primetime Creative Arts Awards ocorreu em 16 de agosto de 2013.
| Primetime Awards               | Primetime Awards                                                            | Primetime Awards                                | Primetime Awards                                        | Primetime Awards |
| Ano                            | Categoria                                                                   | Indicados                                       | Papel/episódio                                          | Resultado        |
| ------------------------------ | --------------------------------------------------------------------------- | ----------------------------------------------- | ------------------------------------------------------- | ---------------- |
| 2014                           | Melhor Série de Comédia                                                     | Modern Family                                   |                                                         | Venceu           |
| 2014                           | Melhor Ator Coadjuvante em Série de Comédia                                 | Ty Burrell                                      | Phil Dunphy                                             | Venceu           |
| 2014                           | Melhor Ator Coadjuvante em Série de Comédia                                 | Jesse Tyler Ferguson                            | Mitchell Pritchett                                      | Indicado         |
| 2014                           | Melhor Atriz Coadjuvante em Série de Comédia                                | Julie Bowen                                     | Claire Dunphy                                           | Indicado         |
| 2014                           | Melhor Direção de Série de Comédia                                          | Gail Mancuso                                    | Episódio: "Las Vegas"                                   | Venceu           |
| Primetime Creative Arts Awards |                                                                             |                                                 |                                                         |                  |
| 2014                           | Melhor Casting de Série de Comédia                                          | Jeff Greenberg                                  |                                                         | Indicado         |
| 2014                           | Melhor Ator Convidado em Série de Comédia                                   | Nathan Lane                                     | Papel: Pepper Saltzman Episódio: "The Wedding (Part 2)" | Indicado         |
| 2014                           | Melhor Direção de Arte de Programa contemporâneo                            |                                                 | Episódio: "Las Vegas"                                   | Indicado         |
| 2014                           | Melhor Edição de Imagens de Câmera Única para Série de Comédia              | Ryan Case                                       | Episódio: "Las Vegas"                                   | Indicado         |
| 2014                           | Melhor Mixagem de Som para Série de Comédia ou Drama (meia hora) e Animação | Stephen A. Tibbo, Dean Okrand e Brian R. Harman | Episódio: "The Wedding (Part 1)"                        | Indicado         |

## Lançamento em DVD
| Modern Family – The Complete Fifth Season | | | | | |
| Detalhes do DVD | Detalhes do DVD | Detalhes do DVD | Características Especiais                                                                                                  | Características Especiais                                                                                                  | Características Especiais                                                                                                  |
| - 24 episódios - 3 discos - Áudio em Inglês (Dolby Digital 5.1 Surround) - Hard of Hearing - Legendas: Inglês - Legendas: Inglês, francês e espanhol | - 24 episódios - 3 discos - Áudio em Inglês (Dolby Digital 5.1 Surround) - Hard of Hearing - Legendas: Inglês - Legendas: Inglês, francês e espanhol | - 24 episódios - 3 discos - Áudio em Inglês (Dolby Digital 5.1 Surround) - Hard of Hearing - Legendas: Inglês - Legendas: Inglês, francês e espanhol | - Cenas Deletadas e Alternativas - Gag-reel - "A Day with Jesse" - "Modern Family in Australia" - "Modern Family in Vegas" | - Cenas Deletadas e Alternativas - Gag-reel - "A Day with Jesse" - "Modern Family in Australia" - "Modern Family in Vegas" | - Cenas Deletadas e Alternativas - Gag-reel - "A Day with Jesse" - "Modern Family in Australia" - "Modern Family in Vegas" |
| Datas de lançamento | | | | | |
| Região 1 | Região 1 | Região 2 | Região 2 | Região 4 | Região 4 |
| 23 de setembro de 2014 | 23 de setembro de 2014 | 15 de setembro de 2014 | 15 de setembro de 2014 | 17 de setembro de 2014 | 17 de setembro de 2014 |